# Ион Барбу
Ион Барбу (настоящее имя Дан Барбилиани; 18 марта 1895, Кымпулунг-Мусчел — 11 августа 1961, Бухарест) — румынский математик и поэт. Был представителем течения литературного модернизма, некоторыми критиками признавался одним из самых выдающихся румынских поэтов.
Родился в Кымпулунг-Мусчел в семье судьи, учился в средних школах в Питешти и Бухаресте. С ранних лет открыл в себе математические способности и начал публиковаться в Gazeta Matematică, одном из самых престижных математических изданий Румынии того времени, одновременно увлёкшись поэзией. В 1914—1921 годах (с перерывом во время участия Румынии в Первой мировой войне, когда находился на фронте) изучал математику в Бухарестском университете. В 1921—1924 годах продолжал получение образования в Геттингене, Тюбингене и Берлине, в 1929 году получил степень доктора философии по математике. В 1942 году был назначен профессором математики Бухарестского университета, по математике в общей сложности опубликовал более 80 работ, его именем названо пространство Барбилиана. Занимался в основном вопросами алгебры, теории чисел и геометрии.
Как поэт впервые стал печататься в журнале Sburatorul ещё в 1919 году, известность получил в 1921 году после публикаций в Viața Românească. Его поэтическое творчество подразделяется румынскими критиками на три периода: «парнасский» (1919—1921), для которого характерны обращения к мифологии и романтические описания природы, «восточных баллад» (1921—1925), когда его стихотворения начинают носить более повествовательный характер, и «герметический» (1925—1930), для которого характерен сложный язык, элементы эротики и философской лирики.
Похоронен в Бухаресте на кладбище Беллу.